# کویک سیو
کویک سیو (انگلیسی: Kwik Save) شرکت خرده‌فروشی بریتانیایی است، که در سال ۱۹۵۹ توسط آلبرت گوبای تأسیس شد.